# Margit Ekman
Pour les articles homonymes, voir Ekman.
Margit Linnea Ekman (Helsinki, 25 février 1919 — Helsinki, 19 août 2011) est une photographe finlandaise (Studio Kuvasiskot).